# McIntosh County, Georgia
McIntosh County är ett administrativt område i delstaten Georgia, USA, med 14 333 invånare. Den administrativa huvudorten (county seat) är Darien. 

## Geografi
Enligt United States Census Bureau så har countyt en total area på 1 488 km². 1 123 km² av den arean är land och 365 km² är vatten.

### Angränsande countyn
- Liberty County - nord
- Glynn County - syd
- Wayne County - väst
- Long County - nordväst